# Willughbeia lanceolata
Willughbeia lanceolata là một loài thực vật có hoa trong họ La bố ma. Loài này được (Markgr.) Mabb. miêu tả khoa học đầu tiên năm 1993.